# Eliana
Eliana je ženské jméno, používá se hlavně ve španělsky a portugalsky mluvících zemích. V roce 2016 bylo v ČR 105 nositelek jména Eliana a je na 1038. místě jmenné statistiky.
Svátek slaví 4. nebo 20. července.

## V cizích jazycích
Ženské křestní jméno pravděpodobně hebrejského původu. Jde zřejmě latinskou mutaci hebrejského jména Eliyanah s významem Bůh mi odpověděl, Pán odpověděl. Jméno je odvozen z hebrejských slov El(Bůh) a ana (odpovědět).
Ve francouzštině existuje ve verzi Éliane.

## Známé nositelky
- Eliana Cargnelutti, italská kytaristka a zpěvačka
- Eliana Ramos, bývalá uruguayská modelka
- Éliane de Meuse, belgická malířka
- Éliane Radigue, francouzská hudební skladatelka